# فرامینگهام (ماساچوست)
فرامینگهام، ماساچوست
فرامینگهام (به انگلیسی: Framingham) شهرکی در شهرستان میدلسکس ایالت ماساچوست می‌باشد که در سال ۱۷۰۰ بنیان‌گذاری شده‌است. این شهرک در سرشماری سال ۲۰۱۰ میلادی، ۶۸٬۳۱۸ نفر جمعیت داشته‌است.